# Acanthopagrus berda
Acanthopagrus berda és un peix teleosti de la família dels espàrids i de l'ordre dels perciformes.

## Descripció
- Pot arribar a fer 90 cm de llargària màxima (normalment, en fa 35) i 3.200 g de pes.[3]
- 11-12 espines i 10-12 radis tous a l'aleta dorsal i 3 espines i 8-9 radis tous a l'anal.
- La membrana de l'aleta anal és fosca.
- Dents molariformes molt desenvolupades al llarg de les dues mandíbules.
- Les fileres de dents de la part posterior de la mandíbula inferior es troben molt corbades lateralment.[4][5][6][7]

## Reproducció
És hermafrodita.

## Alimentació
Menja invertebrats (com ara, cucs, mol·luscs, crustacis i equinoderms) i peixets.

## Depredadors
A Sud-àfrica és depredat pel cocodril del Nil (Crocodylus niloticus), el tauró de puntes negres (Carcharhinus limbatus), el pigarg africà (Haliaeetus vocifer) i el xatrac gros (Hydroprogne tschegrava).

## Hàbitat
És un peix d'aigua dolça, salabrosa i marina; oceanòdrom; demersal i de clima tropical (30°N-35°S, 22°E-103°E) que viu entre 10 i 50 m de fondària.

## Distribució geogràfica
Es troba a l'oceà Índic i el mar Roig: Bahrain, Bangladesh, Brunei, Djibouti, Egipte, Eritrea, l'Índia, l'Iran, l'Iraq, Jordània, Kenya, Kuwait, Madagascar, Malàisia, Moçambic, Myanmar, Oman, el Pakistan, Qatar, l'Aràbia Saudita, les illes Seychelles, Somàlia, Sud-àfrica, Sri Lanka, Sudan, Tanzània, Tailàndia, els Emirats Àrabs Units, el Iemen i Zimbàbue.

## Ús comercial
La carn és excel·lent i venuda als mercats.

## Observacions
És inofensiu per als humans.